# Мемоар на Централния комитет на ВМОРО (1912)
„Мемоарът на Централния комитет на ВМОРО“ е документ, изпратен от Централния комитет на Вътрешната македоно-одринска революционна организация, по време на Балканската война на 6 декември 1912 година до цар Фердинанд I Български, целящ да повлияе българската политика и да не позволи разпокъсване на Македония между съюзните на България Сърбия и Гърция. Мемоарът е последван през януари 1913 година от подобен мемоар, изпратен до министър-председателя Иван Евстратиев Гешов.

## История

### Авторство
Мемоарът е подписан и подпечатан от Тодор Александров като член на Централния комитет на ВМОРО. Във вестник „Македония“ от 1921 година обаче e отбелязано, че мемоарът е съставен в Солун от професор Любомир Милетич. Съкратен вариант на мемоара е публикуван в статията на Георги Баждаров „Войните и Македонският въпрос” , отпечатана в списание „Македония“ през април 1922 година.